# Булавки (Калинковичский район)
Булавки (бел. Булаўкі) — деревня в Дудичском сельсовете Калинковичского района Гомельской области Беларуси.
Около деревни находится большой валун красного гранита (длина 5,5 м, возвышается на 2 м над уровнем земли).

## География

### Расположение
В 14 км на север от Калинкович, 4 км от железнодорожной станции Горочичи (на линии Жлобин — Калинковичи), 133 км от Гомеля.

### Гидрография
На севере и западе мелиоративные каналы.

## Транспортная сеть
Транспортные связи по просёлочной, затем автомобильной дороге Гомель — Лунинец. Планировка состоит из 2 прямолинейных улиц, одна из каких ориентирована меридионально, вторая — с юго-запада на северо-восток. На юге они соединяются и пересекаются прямолинейной широтной улицей. Застройка двусторонняя, деревянная усадебного типа.

## История
По письменным источникам известна с XVIII века как деревня в Мозырском повете Минского воеводства Великого княжества Литовского. Под 1778 год обозначена как селение в Калинковичском церковном приходе. После 2-го раздела Речи Посполитой (1793 год) в составе Российской империи. В 1795 году владение казны. Согласно переписи 1897 года деревня Булавки (она же Бобровичи), действовал хлебозапасный магазин. В 1908 году в Дудичской волости Волости Речицкого уезда Минской губернии. В 1912 году открыта земская школа, которая разместилась в наёмном крестьянском доме.
В 1930 году организован колхоз «Двигатель революции», работали конная круподёрка (с 1906 года), кузница, начальная школа (в 1935 году 95 учеников). Во время Великой Отечественной войны жители активно участвовали в партизанском движении. Тяжёлые бои за деревню против карателей вели партизаны местных отрядов 11-12 октября 1943 года. Неоднократно селение переходило из рук в руки. Освобождена от немецкой оккупации в январе 1944 года частями 75-й гвардейской стрелковой дивизии. В мае-июне 1944 года в деревне размещались жители из деревни Туровичи, которая находилась в прифронтовой зоне. 69 жителей погибли на фронте. Согласно переписи 1959 года в составе совхоза «Дудичи» (центр — деревня Дудичи). Располагались фельдшерско-акушерский пункт, магазин.

## Население

### Численность
- 2004 год — 81 хозяйство, 173 жителя.

### Динамика
- 1778 год — 10 домов.
- 1795 год — 21 двор.
- 1897 год — 53 двора, 385 жителей (согласно переписи).
- 1908 год — 70 дворов, 442 жителя.
- 1959 год — 604 жителя (согласно переписи).
- 2004 год — 81 хозяйство, 173 жителя.